# Veronica catenata
Espèce
Synonymes
- Veronica anagallis-aquatica subsp. aquatica Dostál[2]
- Veronica anagallis-aquatica subsp. comosa (Richter) Dostál sensu Dostál non sensu Richter[2]
- Veronica anagallis-aquatica subsp. pallidiflora Čelak[2]
- Veronica anagallis-aquatica var. pallidiflora Čelak.[2]
- Veronica aquatica Bernh.[2]
- Veronica catenata subsp. catenata[1]

Statut de conservation UICN

LC : Préoccupation mineure
Veronica catenata, la Véronique en chaîne est une plante herbacée de la famille des Plantaginacées.

## Liste des sous-espèces et variétés
Selon NCBI (29 novembre 2024) :
- Veronica catenata subsp. pseudocatenata
- Veronica catenata var. catenata

Selon Tropicos (24 juin 2021) (Attention liste brute contenant possiblement des synonymes) :
- Veronica catenata subsp. glandulosa Pennell
- Veronica catenata var. glandulosa (Farw.) Pennell